# Ormosia friburgensis
Ormosia friburgensis là một loài thực vật có hoa trong họ Đậu. Loài này được Glaz. miêu tả khoa học đầu tiên.